# Mistrovství světa v alpském lyžování 2013 – sjezd mužů
Soutěž ve sjezdů mužů na Mistrovství světa v alpském lyžování 2013 se konala na sjezdovce Planai v sobotu 9. února jako druhý mužský závod šampionátu. K zahájení došlo v 11.00 hodin místního času. Závodu se zúčastnilo 58 závodníků z 27 zemí.
Mistrem světa ve sjezdu se podruhé v kariéře stal norský lyžař Aksel Lund Svindal, který získal celkově pátý mistrovský titul. Stříbrnou medaili získal Ital Dominik Paris a bronz si odvezl francouzský závodník David Poisson.

## Výsledky
Závod byl odstartován v 11:00 hodin.

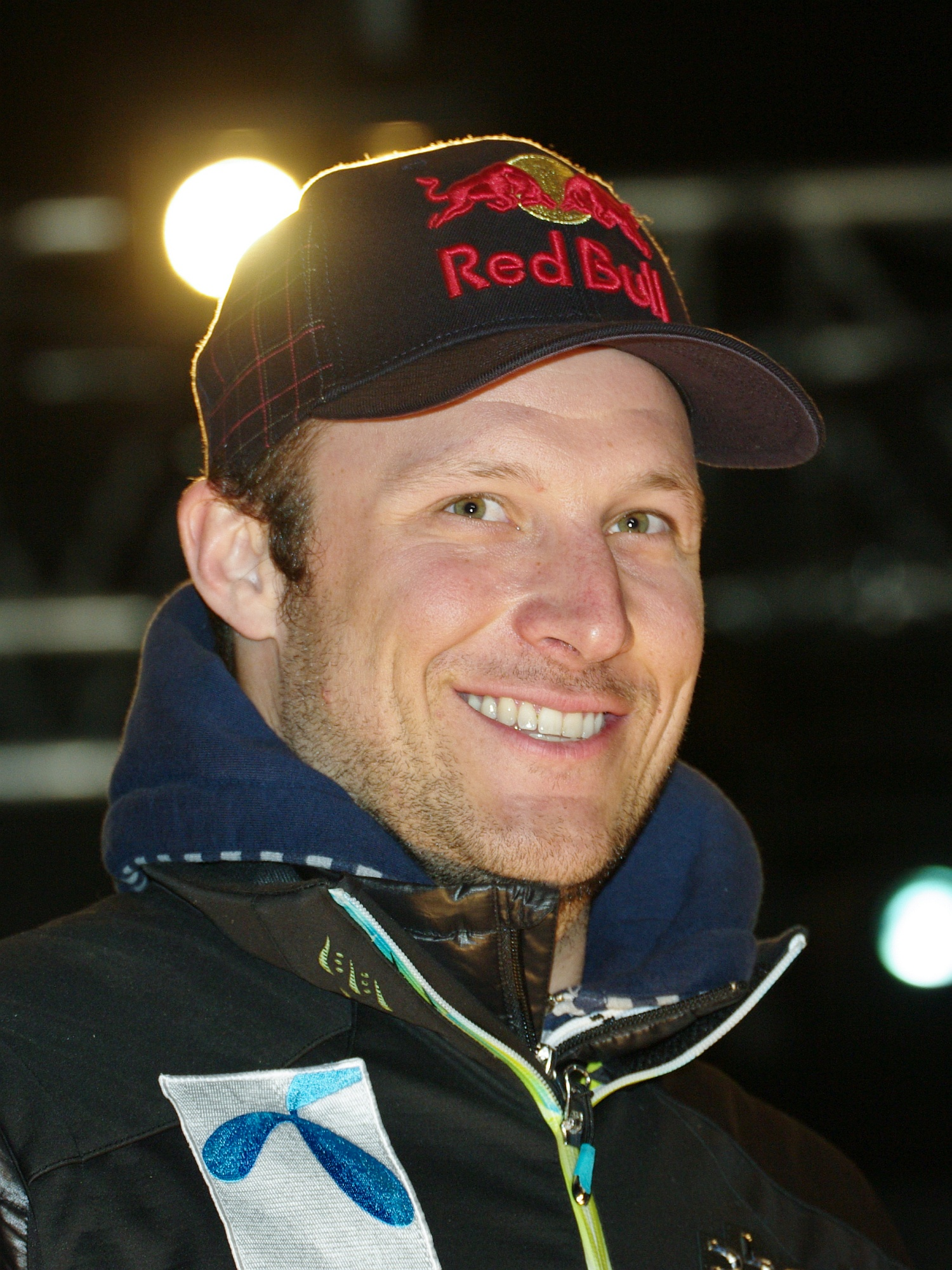
Mistr světa Aksel Lund Svindal

| Pořadí                                                                                               | Č. | Závodník                       | Stát                | Čas     | Ztráta |
| --- | -- | ------------------------------ | ------------------- | ------- | ------ |
| 1.                                                                                                   | 17 | Aksel Lund Svindal             | Norsko              | 2:01.32 | 0.00   |
| 2.                                                                                                   | 18 | Dominik Paris                  | Itálie              | 2:01.78 | +0.46  |
| 3.                                                                                                   | 13 | David Poisson                  | Francie             | 2:02.29 | +0.97  |
| 4 .                                                                                                  | 22 | Klaus Kröll                    | Rakousko            | 2:02.67 | +1.35  |
| 5.                                                                                                   | 7  | Andreas Romar                  | Finsko              | 2:02.68 | +1.36  |
| 6.                                                                                                   | 27 | Silvan Zurbriggen              | Švýcarsko           | 2:02.69 | +1.37  |
| 7.                                                                                                   | 25 | Patrick Küng                   | Švýcarsko           | 2:02.86 | +1.54  |
| 8.                                                                                                   | 12 | Didier Défago                  | Švýcarsko           | 2:02.91 | +1.59  |
| 9.                                                                                                   | 8  | Jan Hudec                      | Kanada              | 2:02.99 | +1.67  |
| 10.                                                                                                  | 20 | Adrien Theaux                  | Francie             | 2:03.03 | +1.71  |
| 11.                                                                                                  | 6  | Andrej Šporn                   | Slovinsko           | 2:03.08 | +1.76  |
| 12.                                                                                                  | 14 | Peter Fill                     | Itálie              | 2:03.18 | +1.86  |
| 13.                                                                                                  | 3  | Matthias Mayer                 | Rakousko            | 2:03.27 | +1.95  |
| 14.                                                                                                  | 21 | Christof Innerhofer            | Itálie              | 2:03.40 | +2.08  |
| 15.                                                                                                  | 1  | Brice Roger                    | Francie             | 2:03.46 | +2.14  |
| 16.                                                                                                  | 9  | Werner Heel                    | Itálie              | 2:03.50 | +2.18  |
| 17.                                                                                                  | 15 | Benjamin Thomsen               | Kanada              | 2:03.54 | +2.22  |
| 18.                                                                                                  | 23 | Manuel Osborne-Paradis         | Kanada              | 2:03.58 | +2.26  |
| 19.                                                                                                  | 24 | Carlo Janka                    | Švýcarsko           | 2:03.91 | +2.59  |
| 20.                                                                                                  | 2  | Ivica Kostelić                 | Chorvatsko          | 2:04.18 | +2.86  |
| 21.                                                                                                  | 29 | Guillermo Fayed                | Francie             | 2:04.39 | +3.07  |
| 22.                                                                                                  | 37 | Andrew Weibrecht               | Spojené státy       | 2:04.57 | +3.25  |
| 23.                                                                                                  | 10 | Max Franz                      | Rakousko            | 2:04.59 | +3.27  |
| 24.                                                                                                  | 5  | Stephan Keppler                | Německo             | 2:05.00 | +3.68  |
| 25.                                                                                                  | 28 | Steven Nyman                   | Spojené státy       | 2:05.11 | +3.79  |
| 26.                                                                                                  | 31 | Douglas Hedin                  | Švédsko             | 2:05.25 | +3.91  |
| 27.                                                                                                  | 33 | Ondřej Bank                    | Česko               | 2:05.68 | +4.36  |
| 28.                                                                                                  | 32 | Alexandr Glebov                | Rusko               | 2:05.73 | +4.41  |
| 29.                                                                                                  | 36 | Klemen Kosi                    | Slovinsko           | 2:06.27 | +4.95  |
| 30.                                                                                                  | 38 | Kevin Esteve                   | Andorra             | 2:06.90 | +5.58  |
| 31.                                                                                                  | 40 | Ivan Muravjev                  | Rusko               | 2:07.11 | +5.79  |
| 32.                                                                                                  | 43 | Marc Oliveras                  | Andorra             | 2:07.73 | +6.41  |
| 33.                                                                                                  | 35 | Paul de la Cuesta              | Španělsko           | 2:08.11 | +6.79  |
| 34.                                                                                                  | 53 | Michal Klusak                  | Polsko              | 2:09.13 | +7.81  |
| 35.                                                                                                  | 42 | Igor Zakurdajev                | Kazachstán          | 2:09.18 | +7.86  |
| 36.                                                                                                  | 49 | Martin Vráblík                 | Česko               | 2:09.27 | +7.95  |
| 37.                                                                                                  | 47 | Christoffer Faarup             | Dánsko              | 2:10.72 | +9.40  |
| 38.                                                                                                  | 56 | Willis Feasey                  | Nový Zéland         | 2:10.99 | +9.67  |
| 39.                                                                                                  | 54 | Dmitrij Koškin                 | Kazachstán          | 2:11.04 | +9.72  |
| 40.                                                                                                  | 50 | Svetoslav Georgiev             | Bulharsko           | 2:11.05 | +9.73  |
| 41.                                                                                                  | 45 | Martin Khuber                  | Kazachstán          | 2:11.87 | +10.55 |
| 42.                                                                                                  | 51 | Roberts Rode                   | Lotyšsko            | 2:12.30 | +10.98 |
| 43.                                                                                                  | 57 | Taras Pimenov                  | Kazachstán          | 2:12.94 | +11.62 |
| 44.                                                                                                  | 58 | Rostislav Feščuk               | Ukrajina            | 2:13.33 | +12.01 |
| 45.                                                                                                  | 46 | Cristian Javier Simari Birkner | Argentina           | 2:13.83 | +12.51 |
| 46.                                                                                                  | 55 | Ignacio Freeman Crespo         | Argentina           | 2:14.75 | +13.43 |
| 47.                                                                                                  | 39 | Maciej Bydliński               | Polsko              | DNS     |        |
| 47.                                                                                                  | 4  | Marvin van Heek                | Nizozemsko          | DNF     |        |
| 47.                                                                                                  | 11 | Marco Sullivan                 | Spojené státy       | DNF     |        |
| 47.                                                                                                  | 16 | Erik Guay                      | Kanada              | DNF     |        |
| 47.                                                                                                  | 19 | Hannes Reichelt                | Rakousko            | DNF     |        |
| 47.                                                                                                  | 26 | Travis Ganong                  | Spojené státy       | DNF     |        |
| 47.                                                                                                  | 30 | Boštjan Kline                  | Slovinsko           | DNF     |        |
| 47.                                                                                                  | 34 | Ferran Terra                   | Španělsko           | DNF     |        |
| 47.                                                                                                  | 41 | Jurij Daniločkin               | Bělorusko           | DNF     |        |
| 47.                                                                                                  | 44 | Max Ullrich                    | Chorvatsko          | DNF     |        |
| 47.                                                                                                  | 48 | Nikola Čongarov                | Bulharsko           | DNF     |        |
| 47.                                                                                                  | 52 | Igor Laikert                   | Bosna a Hercegovina | DNF     |        |
| Č. – startovní číslo závodníka, DNS – závodník nenastoupil na start, DNF – závodník nedojel do cíle. |    |                                |                     |         |        |